# Kostel svatého Jiří (Vendôme)
Kostel svatého Jiří ve Vendôme ve Francii byl řadu let nekropolí místních hrabat a vévodů.
Byl založen roku 1040 u úpatí hradu hrabětem Geoffroyem Martelem a jeho chotí Anežkou jako kolegiátní kostel patřící k místnímu benediktinskému klášteru sv. Trojice.

## Seznam pohřbených
- Jakub I. Bourbonský † 1362
- Isabela Bourbonská † 1371
- Petr Bourbonský † 1362
- Jan I. z La Marche † 1393
- Ludvík z Vendôme † 1446
- Johana z Lavalu, manželka Ludvíka
- Jan VIII. Bourbonský † 1478
- Isabela z Beauveau, manželka Jana
- František Bourbonský † 1495
- Marie Lucemburská, manželka Františka
- Karel IV. Bourbonský † 1538
- Františka z Alençonu, manželka Karla
- Ludvík, syn Karla
- František Bourbonský † 1546
- Antonín Bourbonský † 1562
- Jana III. Navarrská, manželka Antonína
- Jindřich, syn Antonína
- Kateřina Bourbonská † 1604